# گمینا لشنا
گمینا لشنا (به لهستانی:  Gmina Leśna) یک گمینا در لهستان است که در شهرستان لوبانگ واقع شده‌است. گمینا لشنا ۱۰۴٫۵ کیلومتر مربع مساحت و ۱۰٬۷۳۹ نفر جمعیت دارد.